# Stawiski (gemeente)
De gemeente Stawiski is een stad- en landgemeente in het Poolse woiwodschap Podlachië, in powiat Kolneński.
De zetel van de gemeente is in Stawiski.
Op 30 juni 2004 telde de gemeente 6639 inwoners.

## Oppervlakte gegevens
In 2002 bedroeg de totale oppervlakte van gemeente Stawiski 165,55 km², waarvan:
- agrarisch gebied: 75%
- bossen: 19%

De gemeente beslaat 17,62% van de totale oppervlakte van de powiat.

## Demografie
Stand op 30 juni 2004:
| Omschrijving                   | Totaal | Totaal | Vrouwen | Vrouwen | Mannen | Mannen |
| ------------------------------ | ------ | ------ | ------- | ------- | ------ | ------ |
| eenheid                        | aantal | %      | aantal  | %       | aantal | %      |
| inwoners                       | 6639   | 100    | 3277    | 49,4    | 3362   | 50,6   |
| bevolkingsdichtheid (inw./km²) | 40,1   | 40,1   | 19,8    | 19,8    | 20,3   | 20,3   |

In 2002 bedroeg het gemiddelde inkomen per inwoner 1221,57 zł.

## Plaatsen
Barzykowo, Budy Poryckie, Budy Stawiskie, Budziski, Cedry, Chmielewo, Cwaliny, Dąbrowa, Dzierzbia, Dzięgiele, Grabówek, Hipolitowo, Ignacewo, Jewilin, Jurzec Szlachecki, Jurzec Włościański, Karwowo, Kuczyny, Lisy, Łojewek, Michny, Mieczki-Sucholaszczki, Mieszołki, Poryte Małe, Poryte Szlacheckie, Poryte Włościańskie, Ramoty, Rogale, Romany, Rostki, Skroda Mała, Sokoły, Stawiski, Tafiły, Wilczewo, Wysokie Duże, Wysokie Małe, Zabiele, Zaborowo, Zalesie, Żelazki.

## Aangrenzende gemeenten
Grabowo, Jedwabne, Kolno, Mały Płock, Piątnica, Przytuły